# Élections générales albertaines de 1952
L'élection générale albertaine de 1952 eut lieu le 5 août 1952 afin d'élire les députés de l'Assemblée législative de l'Alberta.

## Résultats
| Parti                      | Parti                     | Chef                      | # de candidats | Sièges | Sièges | Sièges  | Voix    | Voix    | Voix    |
| Parti                      | Parti                     | Chef                      | # de candidats | 1948   | Élus   | % Diff. | #       | %       | % Diff. |
| -------------------------- | ------------------------- | ------------------------- | -------------- | ------ | ------ | ------- | ------- | ------- | ------- |
|                            | Crédit social             |                           | 61             | 51     | 52     |         | 167 789 | 56,24 % |         |
|                            | Libéral                   |                           | 55             | 2      | 4      | +100 %  | 66 738  | 22,37 % |         |
|                            | Commonwealth coopératif   |                           | 41             | 2      | 1      | -50 %   | 41 929  | 14,05 % |         |
|                            | Conservateur              | John P. Page              | 5              | *      | 1      | *       | 6 271   | 2,10 %  | *       |
|                            | Progressiste-conservateur | John P. Page              | 7              | *      | 1      | *       | 4 700   | 1,57 %  | *       |
|                            | Crédit social indépendant | Crédit social indépendant | 6              | 1      | 1      | -       | 4 203   | 1,41 %  |         |
|                            | Travailliste indépendant  | Travailliste indépendant  | 1              | *      | -      | *       | 2 927   | 0,98    | *       |
|                            | Ouvrier progressiste      |                           | 2              | -      | -      | -       | 1 132   | 0,38 %  |         |
|                            | Indépendant               | Indépendant               | 1              | 1      | -      | -100 %  | 705     | 0,24 %  |         |
|                            | Candidat des fermiers     |                           | 1              | *      | -      | *       | 655     | 0,22 %  | *       |
|                            | Travailliste              |                           | 1              | -      | -      | -       | 527     | 0,18 %  |         |
|                            | Non-Partisan Farmer       |                           | 1              | *      | -      | *       | 463     | 0,16 %  |         |
|                            | Candidat du peuple        |                           | 1              | *      | -      | *       | 296     | 0,10 %  | *       |
| Total                      | Total                     | Total                     | 183            | 57     | 60     |         | 298 335 | 100 %   |         |
| Source : Elections Alberta |                           |                           |                |        |        |         |         |         |         |

Notes :
* N'a pas présenté de candidats lors de l'élection précédente